# Abaesamis
Abaesamis – miasto ludu Omani, położone na obrzeżach północnej Arabii, wymienione przez Pliniusza Starszego [Nat. hist. VI 145], w którego czasach miało być już opuszczone. Pliniusz podaje, że Abaesamis zbudować miała królowa Semiramida tak jak Soractię. Miasto miało znajdować się w Characene. W przeszłości miało być duże i przeżywać okres świetności.
W przekazach tekstu Pliniusza występuje także forma Besannisa.